# Work & Travel
Work & Travel (oder auch work ’n’ travel) ist eine Form des Reisens, die vor allem in der Arbeitswelt junger Erwachsener beliebt ist. Zweck dieser Reisen ist das Kennenlernen eines Landes, seiner Kultur sowie der Sprache. Work & Travel unterscheidet sich von anderen Reiseformen dadurch, dass der Reisende sich die nötigen finanziellen Mittel durch das Verrichten von kurzen oder auch längeren Gelegenheitsjobs vor Ort („Jobhopping“) verdient. Work & Travel stellt dadurch für Studenten und Schüler eine Alternative zum klassischen Auslandsaufenthalt, z. B. als Au-pair, dar, bei dem man während des gesamten Auslandsaufenthaltes in der Regel an einen festen Ort gebunden ist. Für einige Länder wird für die Zeit der Reise ein spezielles Visum ausgestellt, mit dem man bis zu zwölf Monate arbeiten und reisen kann. Kürzere Aufenthalte sind in vielen Ländern auch ohne Visum möglich. Work & Travel weist Ähnlichkeiten mit der traditionellen Wanderjahren der Gesellenwanderung auf. 

## Abgrenzung
Anders als bei Work & Travel ist Gegenstand der Tätigkeit bei Au-pairs keine Gelegenheitsarbeit, sondern die Kinderbetreuung und leichte Hausarbeiten. Die Beweggründe können sich überschneiden, wie der Erwerb von Sprachkenntnissen, Erweiterung des eigenen Erfahrungshorizonts oder Verselbstständigung der Persönlichkeit.
Freiwilligenarbeit ist hingegen die Erbringung gemeinnütziger Aufgaben gegen ein Taschengeld in einer organisierten Form. 
Schüleraustausch, Schülerpraktika, Jugendbegegnungen im nicht-formellen Bildungsbereich, dem Auslandsstudium oder dem Austausch von Auszubildenden oder Ausbildern im beruflichen Bildungsbereich dienen alleine der allgemeinen oder beruflichen Bildung.
Die traditionelle Gesellenwanderung weist hingegen viele Gemeinsamkeiten mit Work & Travel auf. 

## Voraussetzungen
Die Voraussetzungen für ein Working-Holiday-Visum sind meist ein Alter zwischen 18 und 30 Jahren, für Reisende aus Deutschland die deutsche Staatsangehörigkeit sowie ggf. entsprechende Sprachkenntnisse des besuchten Landes. Working-Holiday-Visa für deutsche Staatsangehörige werden i. d. R. nur von Staaten vergeben, die mit Deutschland entsprechende bilaterale Abkommen unterhalten. Häufig wird vor Ort zu Beginn des Auslandsaufenthaltes ein Sprachkurs zur Auffrischung angeboten. Beliebte Reiseziele sind vor allem Kanada, Australien, Neuseeland und (als Ausnahme ohne bilaterales Abkommen) Südafrika. Aber auch zu Zielen wie Argentinien, Japan, Südkorea, Hongkong und Taiwan unterhält Deutschland Abkommen. Die Vereinigten Staaten sind ein weiteres beliebtes Ziel für Work & Travel. Hier berechtigt als Pendant zum Working-Holiday-Visum das J1-Visum zum Work-&-Travel-Aufenthalt. In der Regel sollte das entsprechende Visum möglichst frühzeitig beantragt werden, da viele Länder nur ein bestimmtes Kontingent pro Jahr vergeben.
Eine Versicherung, welche die Krankenversicherung – und falls gewünscht Haftpflicht- und Unfallversicherung – abdeckt, ist in allen Ländern Pflicht und sehr zu empfehlen. In der Regel kündigt man seine deutsche Krankenversicherung bzw. lässt sie für die Dauer des Aufenthaltes ruhen, da keine Beiträge eingezahlt werden. Als Ersatz für diesen umfassenden Versicherungsschutz gibt es spezielle Langzeit-Reisekrankenversicherungen. Bei Organisationen ist diese Leistung gegen einen geringen monatlichen Betrag meistens schon im Gesamtpreis enthalten. Die Kosten für das benötigte Working-Holiday-Visum müssen in der Regel selbst getragen werden. Einzig die Krankenversicherungsbeiträge für Kanada weichen aufgrund der allgemein höheren Behandlungskosten im Land deutlich von der Norm ab und liegen bei einem Vielfachen über den üblichen Sätzen.

## Pro und Kontra

### Vorteile
- Man lernt fremde Länder und Kulturen nicht nur als Tourist kennen, denn man wird mit den Eigenheiten des täglichen Lebens vor Ort konfrontiert.
- Man hat die Möglichkeit, sich seinen Auslandsaufenthalt sehr frei zu gestalten.
- Man kann viel reisen und damit mehr von einem Land sehen.
- Insbesondere der Einblick in die Arbeitswelt des jeweiligen Ziellandes eröffnet Perspektiven, die über die Erfahrungen von Pauschalreisenden hinausgehen.
- Da Auslandsaufenthalte häufig mehrere Monate bis zu einem Jahr umfassen und ein Interagieren mit der lokalen Bevölkerung erfordern, haben die Reisenden viel Zeit und ein starkes Interesse, die Sprache des Landes zu lernen.
- Der langfristige Charakter dieser Reiseform unterstützt auch die Herausbildung von Freundschaften zu anderen Reisenden.
- Die gemachten Erfahrungen dienen der persönlichen Weiterentwicklung: Flexibilität, interkulturelle Kompetenz und Toleranz der Reisenden werden gefördert.

### Nachteile
- Der größte Nachteil ist für viele Interessenten das häufig auf 30 bzw. 35 Jahre gesetzte Höchstalter für entsprechende Visa.
- Langfristige Auslandsaufenthalte sind relativ kostspielig.
- Langfristige Auslandsaufenthalte nehmen zudem viel Zeit in Anspruch, die in der Karriereplanung für Studium oder Ausbildung fehlen kann.
- Der Organisationsaufwand ist relativ hoch, selbst wenn man mit Organisation reist. Generell muss man sich während seiner Reise um den nächsten Job, ggf. Unterkunft und Mahlzeiten sowie den Transport selbst kümmern. Als typische Form einer Individualreise steht ein Work-&-Travel-Aufenthalt damit den erholungsorientierten Pauschalreisen konträr gegenüber.
- Ein Work & Travel-Aufenthalt erfordert ein hohes Maß an Eigenständigkeit und Durchhaltevermögen, da die Jobsuche meistens erst vor Ort stattfindet und sich teilweise auch über einen Zeitraum von mehreren Wochen hinziehen kann.
- Aufgrund der großen Freiheit sollte der Reisende mit einem großen Maß an Unsicherheit leben können, da selten mehr als ein paar Wochen in die Zukunft geplant werden kann.
- Programme von kommerziellen Organisationen leisten oft vor Ort nur sehr unzureichende Unterstützung.

## Organisation
Grundsätzlich bestehen zwei Möglichkeiten, einen Work & Travel-Aufenthalt zu bestreiten: Einerseits kann man seine Reise direkt bei einem Studienreise-Veranstalter in Deutschland buchen, der in der Regel mit privaten oder staatlichen Jobagenturen im Ausland kooperiert. Die Vorbereitung und Durchführung des Auslandsjahres kann aber auch komplett alleine organisiert werden, wodurch Reisekosten gespart werden können. In diesem Falle erhöht sich der Aufwand bei der Planung der Reise und man verzichtet auf Beratung und Betreuung durch den Veranstalter bzw. seine Partner im Ausland wie auch bei der Vorbereitung in Deutschland. Jedoch können auch Organisationen die grundlegenden, elementaren Planungsschritte meist nicht komplett abnehmen, sondern bieten meist nur Hilfe an.

## Ablauf vor Ort
Viele Reisende sind Studenten oder Schüler, die nach ihrem Abschluss eine Alternative zum Au-pair suchen.
Die Gelegenheitsjobs sind sehr vielfältig, sie reichen vom Animateur im Hotel über Callcenter-Agent bis zum Farmarbeiter, ferner von einfacher Bezahlung bis hin zum unentgeltlichen Arbeiten bei freier Kost und Logis (vgl. „WWOOFen“). Wann man reist und wann man arbeitet, kann man in der Regel selbst bestimmen.
Verbreitet sind auch Reisen, in denen zuerst ein Sprachkurs absolviert wird, um sich besser an das Land und die Sprache zu gewöhnen. Danach wird einige Wochen oder Monate lang Freiwilligenarbeit (zum Beispiel in den Bereichen Umwelt- oder Tierschutz und im sozialen Bereich) allein gegen Kost und Logis geleistet.